# Championnats du monde de course d'orientation 1993
Navigation
Édition précédente Édition suivante
Les championnats du monde de course d'orientation 1993, quinzième édition des championnats du monde de course d'orientation, ont lieu du 9 au 14 octobre 1993 à West Point dans l'État de New York, aux États-Unis.

## Podiums
Femmes
| Épreuves                  | Or                                                             | Argent                                                          | Bronze                                                                 |
| ------------------------- | -------------------------------------------------------------- | --------------------------------------------------------------- | ---------------------------------------------------------------------- |
| Femmes Courte distance    | Suède Anna Bogren                                              | Suède Marita Skogum                                             | Finlande Eija Koskivaara                                               |
| Femmes Distance classique | Suède Marita Skogum                                            | Finlande Annika Viilo                                           | Royaume-Uni Yvette Hague                                               |
| Femmes Relais             | Suède Anette Nilsson Marlena Jansson Anna Bogren Marita Skogum | Finlande Johanna Tiira Kirsi Tiira Annika Viilo Eija Koskivaara | Tchéquie Petra Novotná Mária Honzová Marcela Kubatková Jana Cieslarová |

Hommes
| Épreuves                  | Or                                                                   | Argent                                                                  | Bronze                                                            |
| ------------------------- | -------------------------------------------------------------------- | ----------------------------------------------------------------------- | ----------------------------------------------------------------- |
| Hommes Courte distance    | Norvège Petter Thoresen                                              | Finlande Timo Karppinen                                                 | Suède Martin Johansson                                            |
| Hommes Distance classique | Danemark Allan Mogensen                                              | Suède Jörgen Mårtensson                                                 | Norvège Petter Thoresen                                           |
| Hommes Relais             | Suisse Dominik Humbel Christian Aebersold Urs Flühmann Thomas Bührer | Royaume-Uni Jonathan Musgrave Martin Bagness Stephen Palmer Steven Hale | Finlande Keijo Parkkinen Mika Kuisma Petri Forsman Timo Karppinen |

## Tableau des médailles
- Pays organisateur

| Rang  | Nation      | Or | Argent | Bronze | Total |
| ----- | ----------- | -- | ------ | ------ | ----- |
| 1     | Suède       | 3  | 2      | 1      | 6     |
| 2     | Norvège     | 1  | 0      | 1      | 2     |
| 3     | Danemark    | 1  | 0      | 0      | 1     |
| 3     | Suisse      | 1  | 0      | 0      | 1     |
| 4     | Finlande    | 0  | 3      | 2      | 5     |
| 5     | Royaume-Uni | 0  | 1      | 1      | 2     |
| 6     | Tchéquie    | 0  | 0      | 1      | 1     |
| Total | Total       | 6  | 6      | 6      | 18    |